# Ocyptamus capitatus
Ocyptamus capitatus är en tvåvingeart som först beskrevs av Friedrich Hermann Loew 1863.  Ocyptamus capitatus ingår i släktet Ocyptamus och familjen blomflugor.
Artens utbredningsområde är Kuba. Inga underarter finns listade i Catalogue of Life.